# Вор (фильм, 1980)
«Вор» (итал. Il Ladrone) — итальянский кинофильм 1980 года с Энрико Монтесано и Эдвиж Фенек в главных ролях, эротическая комедия на библейские сюжеты.

## Сюжет
Это история о Калебе (Монтесано), благородном разбойнике. Галилеянин, сын проститутки, он промышляет кражами и мошенничеством. Калеб овладел своим ремеслом в таком совершенстве, что многие принимают его за мага. Став свидетелем чудес, которые совершает Иисус, Калеб усматривает в них лишь ловкие манипуляции, а в Христе видит опасного конкурента. Однако ему так и не удаётся разоблачить соперника.
Калеб становится любовником жены римского наместника, влюбляется в проститутку Дебору (Фенек), исцелённую Иисусом от проказы. История заканчивается арестом Калеба за совершённую им когда-то кражу. Калеба заключают в тюрьму и приговаривают к распятию вместе с Иисусом, который обещает ему Рай. Калеб благодарит Христа и отвечает ему: «Только после тебя».

## В ролях
- Энрико Монтесано — Калеб
- Эдвидж Фенек — Дебора
- Бернадетт Лафон — Апулла
- Сара Франкетти
- Даниеле Варгас
- Анна Орсо
- Энцо Робутти
- Клаудио Касинелли — Иисус